# Ponera xenagos
Ponera xenagos is een mierensoort uit de onderfamilie van de Ponerinae. De wetenschappelijke naam van de soort is voor het eerst geldig gepubliceerd in 1957 door Wilson.